# Lambda Cygni
Lambda Cygni, (λ Cygni, förkortat Lambda Cyg, λ Cyg), som är stjärnans Bayer-beteckning, är en multipelstjärna i den mellersta delen av stjärnbilden Svanen. Den har en kombinerad skenbar magnitud på +4,54 och är synlig för blotta ögat där ljusföroreningar ej förekommer. Baserat på parallaxmätningar i Hipparcos-uppdraget på ca 4,2 mas beräknas den befinna sig på ca 770 ljusårs (240 parsek) avstånd från solen.

## Egenskaper
Primärstjärnan Lambda Cygni Aa är en blå till vit stjärna i huvudserien av spektralklass B5 Ve, som anger att den är en Be-stjärna. Den har en massa som är ca 6,4 gånger solens massa, en radie som är ca 3,6 gånger större än solens och utsänder ca 1 200 gånger mera energi än solen från dess fotosfär vid en effektiv temperatur på ca 13 900 K.
Lambda Cygni A, eller 54 Cygni, är en eruptiv variabel av Be-typ (BE). Den varierar mellan skenbar magnitud +4,47 och 4,54 med små och snabba variationer.
Primärstjärnan, Lambda Cygni A, är i sig en spektroskopisk dubbelstjärna med komponenterna Aa och Ab av magnitud 5,4 respektive 5,8 kretsande kring varandra med en period av 12 år. Följeslagaren Lambda Cygni B har spektraltyp B7 V, skenbar magnitud 6,26 och är separerad med ca 0,77 bågsekunder (ca 180 AE baserat på parallax) från primärparet. Följeslagaren Lambda Cygni C har spektraltyp K2III-IV, skenbar magnitud 9,65 och är separerad med ca 85 bågsekunder. Nyare observationer visar närvaro av ytterligare flera mindre följeslagare, D (ca 50 bågsekunder från A), E (ca 8 bågsekunder från C) och F (ca 40 bågsekunder från C) alla med skenbar magnitud omkring 14.